# IHF Beach Handball Global Tour 2022
Die IHF Beach Handball Global Tour 2022 (auch IHF Global Trophy) ist die 2022 erstmals durchgeführte IHF Beach Handball Global Tour, ein Beachhandball-Wettbewerb der Internationalen Handballföderation (IHF).
Die Turnierserie für Nationalmannschaften soll 2022 an vier verschiedenen Orten durchgeführt werden. Die eigenständigen Turniere gehen in eine Gesamtwertung ein. Das erste Turnier wurde Beginn Juli 2022, kurz nach den Weltmeisterschaften auf Kreta in Danzig mit den männlichen und weiblichen Nationalteams der Gastgeber sowie den Weltklassemannschaften aus Deutschland, Kroatien und Spanien durchgeführt, das zweite Turnier findet am Ende des Monats in Orihuela, Spanien statt.

## Platzierungen
| Jahr           | Gold | Silber | Bronze | Vierte |
| -------------- | ---- | ------ | ------ | ------ |
| Frauen Details |      |        |        |        |
| Männer Details |      |        |        |        |

### Platzierungen der weiblichen Nationalmannschaften
| Nation         | Danzig | Orihuela |  |  |
| -------------- | ------ | -------- |  |  |
| Deutschland    | 02     |          |  |  |
| Kroatien       | 03     |          |  |  |
| Polen          | 04     |          |  |  |
| Spanien        | 01     |          |  |  |
| Teilnehmerzahl | 4      |          |  |  |

### Platzierungen der männlichen Nationalmannschaften
| Nation         | Danzig | Orihuela |  |  |
| -------------- | ------ | -------- |  |  |
| Deutschland    | 02     |          |  |  |
| Kroatien       | 01     |          |  |  |
| Polen          | 03     |          |  |  |
| Spanien        | 04     |          |  |  |
| Teilnehmerzahl | 4      |          |  |  |